# Pseudoanchotatus
Pseudoanchotatus is een geslacht van rechtvleugeligen uit de familie Proscopiidae. De wetenschappelijke naam van dit geslacht is voor het eerst geldig gepubliceerd in 1980 door Liana.

## Soorten
Het geslacht Pseudoanchotatus  is monotypisch en omvat slechts de volgende soort:
- Pseudoanchotatus jacsewskii (Liana, 1980)